# Eugenio Levi
Eugenio Levi   (Torí, 18 d'octubre de 1883 - Cormons, 28 d'octubre de 1917) va ser un matemàtic italià, mort a la Primera Guerra Mundial.

## Vida i Obra
Levi va estudiar a la Scuola Normale Superiore de Pisa des del 1900. Va obtenir la graduació el 1904 i els anys següents va romandre a la institució com assistent. El 1909 va obtenir plaça de professor a la universitat de Gènova on va romandre fins que es va incorporar voluntàriament a l'exèrcit italià durant la Primera Guerra Mundial, tot i no tenir-ne l'obligació. Va morir durant la dramàtica retirada italiana posterior a la desfeta de Caporetto víctima d'una bala enemiga.
Malgrat la seva curta vida, Levi és un dels més alts exponents de l'anàlisi matemàtica. En els seus deu anys d'activitat (1905-1915) va publicar 34 articles en revistes científiques.
El 1959-1960, la Unió Matemàtica Italiana va editar les seves obres en dos volums.